# Tanárky Gedeon
Tanárky Gedeon (Nagykőrös, 1815. október 26. – Budapest, 1887. november 28.) politikus, országgyűlési képviselő, vallás- és közoktatásügyi államtitkár, a Magyar Tudományos Akadémia levelező tagja.

## Élete
Tanárky János orvos és Karay Mária fia. Nagykőrösön, hol középiskoláit a református főiskolában végezte. 1831. november 2-án a pesti egyetemre iratkozott be s 1832-33-ban a bölcseleti, 1836-ig a jogi tudományokat, különösen Horvát Istvántól a magyar nyelvet és irodalmat, a diplomatikát és heraldikát hallgatta. 1836-ban Földváry Gábor Pest megyei alispán mellett végezte a patvaristai törvénygyakorlatot. 1837. április 15-én Szőgyéni László ítélőmester mellé királyi táblai hites jegyzőnek vétetett fel és azon évi húsvét utáni terminustól 1838. május 2-ig Somsich Pongrác királyi személynöknél teljesítette a hites jegyzői teendőket. Azon év június 7-én ügyvédi vizsgálatot tett és 1841. október 15-ig Hubay József királyi ügyész mellett volt ügyvédi gyakorlaton. Ugyanezen év március 1-jétől váltóügyvédi oklevelet is nyert. Ügyvédi oklevelének hasznát azonban sohasem vette, mert később ügyvédi gyakorlatot, melyre hivatást nem érzett, nem folytatott. Mielőtt közhivatalt vállalt, rövid ideig Lónyay János udvari kancelláriai referendáriusnál titkár volt, kinek fiaival, Menyhérttel és Alberttel 1840-ben beutazta Erdélyt (utazási emlékei 1841-ben a Jelenkor melléklapjában, a Társalkodóban jelentek meg). A pozsonyi országgyűlésen mint «absentium ablegatus» volt jelen és onnét írt tudósításokat több főúrnak Pestre. E közben atyja elhalálozván, haza kellett mennie házi ügyeinek rendezésére. 1841-ben szülővárosában kezdte meg hivatalos és társadalmi működését: a reá ruházott főjegyzői hivatalt 1842-től 1848-ig viselte. Ez idő alatt utazásokat tett a hazában, Ausztriában, végül Olaszországban. 1848-ban Nagykőrös város küldte képviselőnek a pesti országgyűlésre. Követte a kormányt Debrecenbe s részt vett az ottani emlékezetes 1849-iki országgyűlésen. A szabadságharc után haditörvényszék elé idézték; 1850-ben Pesten mint vádlott, 1851-52-ben otthon mint megkegyelmezett, de még internálva élt. A közélettől ekkor visszavonult és csak is a protestáns egyház terén működhetett. Történelmi és pénzügyi tanulmányokkal foglalkozott. Főképp az ő és Magyar Pál akkori polgármester érdeme volt a nagykőrösi református főiskola (líceum) újjáteremtése. A nagykőrösi református egyház gondnoka s a városi kaszinó elnöke is volt. 1861-ben szülővárosa ismét képviselővé választotta, a képviselőház pedig egyik jegyzőjévé. Kezdetben a határozati párthoz tartozott és az 1861. május 25-iki ülésben jeles beszéddel támogatta azt. A törvénykezés ideiglenes rendezése ügyében azonban a Deák-párttal szavazott. 1865. január 5-én Pest megye főjegyzőséggel tisztelte meg, mely hivatala rövid ideig tartott. Az 1865-ös képviselői választások alkalmával szülővárosában kisebbségben maradt. A Magyar Tudományos Akadémia 1867. január 30-án választotta levelező tagjának és november 25-én tartotta székfoglalóját: «Ausztria pénzügyi történetéből I. Ferdinand idejében» c. értekezésével (megjelent a Budapesti Közlönyben 1867. 216-219. sz.). Ugyanezen évben báró Eötvös József vallás- és közoktatásügyi miniszter egyik államtitkárává választotta. Ekkor egy időközi választáson újfent bejutott a törvényhozásba. Attól fogva a képviselőháznak kisebb megszakításokkal (hol az általános, hol egy időközi választáson bejutva), de állandó tagja volt (csak az 1872-1875-ös ciklusban volt kívül a parlamenten), hol a makói, hol a naszódi hol az ilyefalvi kerület mandátumával. Az államtitkári hivatalt 1887. június 8-ig viselte; akkor leköszönt (a király a Szent István-rend kis keresztjével tüntette ki) és a magánéletbe vonult vissza; de még azon év november 28-án elhunyt Budapesten szívhűdés következtében. 1000 forint alapítványt tett a vallás- és közoktatásügyi tárca szegény beteg hivatalnokainak javára. A Magyar Tudományos Akadémiában 1888. április 30-án Tóth Lőrinc tartott fölötte emlékbeszédet. Felesége Báthory Mária volt.
Vezércikkeket írt az 1860-as években a Pesti Naplóba és cikkeket a Protestáns Egyházi és Iskolai Lapba.

## Munkái
- Országgyűlési beszéde máj. 22. Pest, 1861. (Klauzál Gábor beszédével, a Magyarország 124. sz. melléklete).
- Magyarország helyzete az európai államrendszerben. Tört. és polit. tanulmány. Uo. 1866.
- Emlékbeszéd Molnár Aladár lev. tag felett. Bpest, 1884. (Emlékbeszédek II. l.)